# Baranyi Krisztina
Baranyi Krisztina (Salgótarján, 1967 –) magyar politikus, 2019-től Budapest IX. kerülete (Ferencváros) polgármestere.

## Pályafutása
2014-től önkormányzati képviselőként dolgozott Budapest IX. kerületében, akkor még a később megszűnt Együtt politikusaként.

### Illatos úti szennyezés feltárása és felszámoltatása
Jelentős részben az ő nevéhez fűződik az egykori Budapesti Vegyiművek Zrt. Illatos úti telephelyén szabálytalanul tárolt nagy mennyiségű mérgező anyag létének nyilvánosságra hozatala és a szennyezés ártalmatlanítása. A területen többezer tonna veszélyes hulladék hevert ekkor már évek óta, sok esetben szétesett tárolóedényekben, törött, szivárgó hordókban, szennyezve a talajt, talajvizet, levegőt és veszélyeztetve többezer környékben élő egészségét. A telep felszámolásával megbízott cég évekig nem haladt a veszélyes hulladék ártalmatlanításával, a hatóságok egymásra hárították a felelősséget és a veszélyes anyag léte még komolyabb nyilvánosságot sem kapott. Baranyi képviselői munkája során bukkant a problémára, majd 2015 tavaszán a Greenpeace munkatársával, és a 444.hu újságírójával közösen bejutott a területre. A bejárásról készült cikk ráirányította a figyelmet a problémára és a Miniszterelnökség közbelépése után, 2016 elejéig 2283 tonna mérgező hulladékot szállítottak el a területről.
A Baranyi kezdeményezésére készült mérés azt mutatta, hogy a mérgek kijutottak a természetbe is: környékbeli kertekből származó csirkék tojásaiban a DDT harmincszorosan haladta meg a határértéket. A pár hónappal később nyilvánosságra hozott hivatalos jelentés szintén alátámasztotta a szennyezés tényét: a talajban egyebek mellett a higany, az arzén, és a DDT is a határérték többszöröse, a talajvízben pedig a benzol és klórbenzol a határérték sokezerszerese volt. Ennek ellenére a hordók elszállítása és az épületek bontása után sem a bontásából származó törmelék elszállítására, sem a szennyezett talaj és talajvíz ártalmatlanítására nem került sor: Baranyi még 2020 nyarán (ekkor már polgármesterként), is erre hívta fel a figyelmet.
2022 szeptemberében Baranyi és a Greenpeace munkatársa Simon Gergely újabb sajtótájékoztatón tette közzé, hogy a területen található egy pince, aminek alján 30-40 centiméternyi iszap formájában, körülbelül száz tonna rákkeltő vegyi anyag található és ez az anyag minden valószínűség szerint folyamatosan párolog és szivárog a talajba.

### Ferencvárosi parkolási visszaélések feltárása
Szintén nagyrészt az ő képviselői munkájának eredménye volt a ferencvárosi parkolási visszaélések felderítése.

### Polgármesterré választása
A 2019. évi önkormányzati választáson független jelöltként indult a IX. kerület polgármesteri posztjáért. 2019 áprilisában négy ellenzéki párt, a MSZP, a Momentum, a Párbeszéd és a DK választási koordinációban egyezett meg. A IX. kerületben a koordinációban résztvevő pártok nem őt, hanem a testület egy másik ellenzéki tagját, a korábban LMP-s, később Momentumos Jancsó Andreát támogatták mint közös polgármesterjelöltet. Baranyi hamarosan elnyerte számos kerületi civil, a Magyar Kétfarkú Kutya Párt, az LMP, a PM, valamint számos politikus, így a kerületet korábban vezető Gegesy Ferenc, illetve Karácsony Gergely és Puzsér Róbert főpolgármester-jelöltek támogatását. Hosszas egyeztetés után a kerületben 2019 augusztusában előválasztást tartottak a két jelölt között, amelyet Baranyi 72 százalékos szavazati aránnyal, összesen 1464 szavazattal megnyert. Ezzel ő lett az ellenzéki pártok közös polgármester-jelöltje.
Az októberben tartott helyhatósági választáson Baranyit 57,53%-os szavazati aránnyal a kerület polgármesterévé választották. A választáson a kerület 2010-től hivatalban lévő, Fideszes polgármesterét, Bácskai Jánost előzte meg.
2020-december 3-án a képviselőtestület több órás online megbeszélést folytatott a Vágóhíd utca 6.-os szám alatti önkormányzati tulajdonú telek elidegenítéséről. A telekre a polgármester beszámolója szerint egy jelentkező volt: a szomszédos telek tulajdonosa, akinek a telekre felülépítési joga volt és aki az értékbecslésben megállapított minimumnál magasabb összeget ajánlott. A képviselők mégis ellenezték a telek eladását, amit a polgármester érthetetlennek talált és azzal támadta az ellenzőket, hogy ők inkább lemondanak az önkormányzat bevételéről, csak azért, hogy a vélhetően zsidó származású vevő se járjon jól: „[…] tehát akkor most döntsük el. Nem adjuk el a telket, nincs belőle semennyi bevételünk. Viszont a rohadt, szemét, zsidó befektető az nem építhet 1200 négyzetméteren többet. Ugye?” A TV2 a több órás hanganyagból kivágott 17 másodperces szövegrészt, a kontextus bemutatás nélkül igyekezett antiszemita botrányként beállítani, azt állítva, hogy a „Baranyi Krisztina önmagából kikelve zsidózik”, majd a MAZSIHISZ-t és az izraeli nagykövetet is megkereste a kiragadott részlettel. A Tett és Védelem Alapítvány (TEVA) a zsidóság szempontjából problémásnak és károsnak találta a megszólalást. „Problémásnak tartjuk, hogy egy felelős közéleti szereplő nyilvános vitában ilyen meggondolatlan képzettársítást enged meg magának, függetlenül a politikai hovatartozásától és motivációitól.”
2021-ben a brit világlapnak, a The Guardiannek nyilatkozva azt állította, hogy Magyarországon rendszerszintű a rasszizmus a romákkal szemben.

## Díjak elismerések
- Magyar Toleranciadíj 2020.
- Magyar Esélyegyenlőségi Díj Nagydíj kategória 2023.